# The Secret Service
The Secret Service (Englisch: Der geheime Dienst oder Geheimdienst) ist eine britische Agenten- und Abenteuerfernsehserie mit Science-Fiction-Elementen von Gerry Anderson, die 1969 ausgestrahlt wurde. Es war die letzte Serie Andersons im Supermarionation-Format; die Charaktere wurden von seiner Ehefrau Sylvia entwickelt. Protagonisten der Serie sind Father Stanley Unwin und sein Gärtner Matthew, der mit Hilfe des so genannten Minimizers verkleinert werden kann, so dass er als Geheimagent in Zielobjekte eingeschleust werden kann. Die Serie wurde von September bis November 1969 von Associated Television (ATV) ausgestrahlt.

## Handlung
Die Serie spielt im Jahr 1969. Father Unwin ist in einer kleinen ländlichen Gemeinde Englands tätig. Seinen Haushalt führt die fürsorgliche Mrs. Appleby, der Garten wird von Matthew bestellt, der auch ein guter Handwerker ist. Unwins Pkw ist ein gelber Ford Modell T Baujahr 1917 mit Namen „Gabriel“, benannt nach dem Erzengel Gabriel.
Unwins ruhiges Landleben ändert sich, als er von einem verstorbenen Gemeindemitglied den Minimizer erbt; ein Verkleinerungsapparat, mit dem sowohl Gegenstände als auch Lebewesen verkleinert und wieder zurückverwandelt werden können. Dieses Gerät soll nach dem Wunsch des Verstorbenen zum Wohle der Menschheit verwandt werden. Unwin beschließt, das Gerät und sich dem britischen Geheimdienst zur Verfügung zu stellen. Der Geheimdienst akzeptiert Unwins Angebot und setzt ihn nun in komplizierten Fällen, in denen die nationale Sicherheit z. B. durch Spionage oder Sabotage bedroht wird, ein. Unwins Vorgesetzter im Geheimdienst ist „The Bishop“ („British Intelligence Service Headquarters Operation Priest“ = Britisches Nachrichtendiensthauptquartier Operation Priester), ein höherer Geheimdienstbeamter, der ihn mit Hilfe von ausgefeilter Nachrichtentechnik kontaktieren kann.
In der Regel wird Unwins Gärtner Matthew verkleinert, um den Priester in einem speziell präparierten Koffer zu begleiten, von dem aus Matthew z. B. in Gebäuden oder Anlagen operieren kann. Neben den ohnehin auftretenden Problemen sind Unwin und Matthew immer damit beschäftigt, ihre geheimdienstliche Tätigkeit vor der besorgten Mrs. Appleby zu verbergen.

## Produktionsnotizen
The Secret Service war Gerry Andersons ungewöhnlichste Fernsehserie. Ursprünglich sollte sie ohne Marionetten produziert werden, was sich aus logistischen Gründen nicht realisieren ließ. Der bekannte Fernsehkomiker Stanley Unwin trat daher sowohl als Schauspieler wie auch als Puppencharakter auf. Die Dreharbeiten fanden im Herbst 1968 statt. Die Montage der Realfilmaufnahmen mit Unwin und den Puppenaufnahmen war aus technischen Gründen äußerst kompliziert, was auch für die Aufnahmen mit dem ferngesteuerten Miniaturmodell des Ford T galt.
Die Serie wurde von Lew Grade bei der Probevorführung der ersten Episode im Dezember 1968 abgelehnt, da seiner Meinung nach der eigenwillige Humor und das Kauderwelsch (gobbledegook) Unwins vom US-amerikanischen Publikum abgelehnt werden würden. Anderson konnte noch die geplante erste Staffel abdrehen, produzierte dann aber mit UFO seine erste Realfilmserie. Auch Andersons Mitarbeiter Desmond Saunders hatte von vornherein Bedenken wegen der Mischung aus Real- und Puppenaufnahmen sowie der Nonsensesprache Unwins. Als Folge der Einstellung des Supermarionation-Formats schloss Andersons Puppenstudio am 24. Januar 1969. Die Serie selbst wurde nach 1974 nicht mehr im Fernsehen aufgeführt.

## Trivia
In Episode 7, Recall to Service, findet eine äußerst bedeutende Sicherheitskonferenz hoher NATO-Offiziere statt, an der die Bundeswehr optisch nicht teilnimmt.

## Episodenliste
1. A Case For The Bishop
2. A Question Of Miracles
3. The Feathered Spies
4. To Catch A Spy
5. Last Train To Bufflers Halt
6. Errand Of Mercy
7. The Deadly Whisper
8. Hole In One
9. Recall To Service
10. The Cure
11. School For Spies
12. May-Day, May-Day!
13. More Haste Less Speed

## DVD-Veröffentlichung
Eine digital überarbeitete DVD-Edition erschien 2005.